# グラーム・カーディル・ハーン
グラーム・カーディル・ハーン（Ghulam Qadir Khan, 生年不詳 - 1789年3月）は、北インド、アフガン系ローヒラー族の族長。

## 生涯

### 族長の地位継承・陰謀への加担
グラーム・カーディル・ハーンはローヒラー族の族長ザービター・ハーンの長男として生まれた。彼はナジーブ・ハーンの孫でもあった。
1785年1月、父ザービター・ハーンが死亡したことにより、グラーム・カーディル・ハーンがその地位を継承した。
1787年7月、ラージプートのアンベール王国やマールワール王国の軍勢とともに、マハーダージー・シンディアの軍勢をラールソートで破った（ラールソートの戦い）。その後、マハーダージーは敗戦により権力が弱まり、ムガル帝国内で保持していた摂政と軍総司令官の地位を失ってしまった。
マハーダージー・シンディアが失脚した結果、皇帝シャー・アーラム2世は孤立し、故ムハンマド・シャーの妃マリカ・ウッザマーニー・ベーグムは陰謀を企てた。彼女は1754年にシャー・アーラム2世の父アーラムギール2世の即位に際し、彼女の継子アフマド・シャーがガーズィー・ウッディーン・ハーンに廃位・盲目にされたことを恨みに思っており、そのためシャー・アーラム2世を廃してアフマド・シャーの息子ビーダール・バフトを帝位につけようと考えていたのである。
その一方、グラーム・カーディル・ハーンもまた、1777年に帝国の将軍ミールザー・ナジャフ・ハーンがローヒラー族の砦を落として略奪したことで、同様にシャー・アーラム2世に恨みを持っていた。そのうえ、彼は自身が「神の下す罰」を実行する代理人であると信じていた。
これらのことから両者の利害は一致し、マリカ・ウッザマーニーはグラーム・カーディル・ハーンと結び、グラーム・カーディル・ハーンは彼女から協力金として120万ルピーの支払いを受けている。

### デリー入城と暴虐
1788年7月18日、グラーム・カーディル・ハーン率いるローヒラー族の軍はデリーを占領し、デリー城内とその周辺に4，000の部下を配置して、皇帝と皇子の武器を奪った。その後、7月30日にシャー・アーラム2世を廃し、ビーダール・バフトを「ジャハーン・シャー」の名で帝位につけ、自身の傀儡とした。
その後、アフガン兵は宮殿から財宝を略奪し、宦官を嬲り殺して女官を拷問にかけたため、8月11日にシャー・アーラム2世が不満を言うと、グラーム・カーディル・ハーンは彼を盲目にした。翌12日、シャー・アーラム2世がグラーム・カーディル・ハーンを罵ると、彼はその胸にのしかかり、部下のカンダハール・ハーンとプルディル・ハーンが両手両足を押さえた。カンダハール・ハーンは皇帝の眼球を抉り、グラーム・カーディル・ハーンはもう一方の眼球を抉り出した。また、3人の皇子の目をつぶしたうえ、画家を呼びつけ、シャー・アーラム2世の胸に乗りその眼を抉っている自身の肖像を描くように命じた。
そのまた翌日、グラーム・カーディル・ハーンは地面に転がっていたシャー・アーラム2世の髭をつかんで、「自分がこういう厳しい扱いをするのは、お前（シャー・アーラム2世）が過ちを犯したからだ。（略）でなければ、良心にとがめることなく、お前の手足を引きちぎっているところだ」、と言い放った。このころ、飲食を許されていなかった皇帝の家族からは死人が出てきたが、彼は死者をその場に埋めるように言った。
無論、ジャハーン・シャーやマリカ・ウッザマーニーも例外ではなく、協力関係にあった彼らもグラーム・カーディル・ハーンに財宝を引き渡さなければならなかった。マリカ・ウッザマーニーが「これ以上引き渡す財宝はない」と言うと、グラーム・カーディル・ハーンは後宮に部下を送り込み、女性の衣服を剥ぎ取り、床を掘り起こし、壁を破壊してまで財宝を探させた。

### デリー撤退と死
しかし、2ヶ月後、グラーム・カーディル・ハーンの軍に食糧不足が起こり、そのうえマハーダージー・シンディアの率いる軍が近づいてきたため、10月2日に彼は略奪した2億5000万ルピーもの財宝とともにデリーから撤退した。その翌日、シンディア家の軍がローヒラー族の軍と入れ替わる形でデリーに入り、皇帝を保護した。
その後、味方のローヒラー族の軍はシンディア家の軍勢により追撃をうけ、次々に捕えられ、奪い返された財宝は帝国に返還された。そして、翌1789年3月にはグラーム・カーディル・ハーンも捕えられたのち殺害され、シャー・アーラム2世が望んだようにその眼球、鼻、耳がデリーに届けられた。
グラーム・カーディル・ハーンの殺害後、弟グラーム・ムイーヌッディーン・ハーンが指導者の地位を継承したが、厳しい追撃からもはや本拠ナジーバーバードには戻れず、パンジャーブへと逃げざるを得なかった。